# Ernesto Valverde
Ernesto Valverde Tejedor (ur. 9 lutego 1964 w Viandar de la Vera) – hiszpański trener i piłkarz, który występował na pozycji napastnika. Obecnie pełni funkcję trenera klubu Athletic Bilbao.
Jest wychowankiem Deportivo Alavés. Największe sukcesy odnosił w drugiej połowie lat 80., kiedy grał w Espanyolu Barcelona oraz FC Barcelona. Z tym pierwszym klubem w 1988 roku awansował do finału Pucharu UEFA, w którym podopieczni Javiera Clemente ulegli po rzutach karnych (3:0, 0:3, k. 2:3) Bayerowi 04 Leverkusen. Udane występy w barwach Espanyolu zaowocowały transferem do zespołu prowadzonego przez Johana Cruyffa, gdzie jednak Valverde był tylko zmiennikiem Gary’ego Linekera albo Julio Salinasa. W ciągu dwu lat spędzonych w drużynie ze stolicy Katalonii wywalczył Puchar Zdobywców Pucharów, Puchar Króla oraz wicemistrzostwo Hiszpanii. W latach 90. z mniejszym powodzeniem grał w Athletic Bilbao i Realu Mallorca.
Po zakończeniu piłkarskiej kariery w 1997 roku trafił do sztabu szkoleniowego Athletic Bilbao, gdzie przez sześć lat zajmował się trenowaniem młodzieży. Po rozgrywkach 2002–2003 niespodziewanie zastąpił Niemca Juppa Heynckesa na stanowisku trenera pierwszego zespołu. Prowadził Athletic przez dwa sezony, w pierwszym zajął wysokie piąte miejsce, gwarantujące grę w Pucharze UEFA, a w kolejnym – ósme. W 2005 został zmieniony przez José Luisa Mendilibara.
Rok później przyjął propozycję pracy w Espanyolu Barcelona. Już w pierwszym sezonie z zespołem, w którym grali m.in. doświadczeni byli reprezentanci Hiszpanii Iván de la Peña i Raul Tamudo oraz młodzi Idriss Carlos Kameni, Fredson Pereira i Albert Riera, dotarł do finału Pucharu UEFA, w którym po emocjonującym (2:2, k. 3:1) spotkaniu jego podopieczni przegrali z obrońcą trofeum Sevillą FC. Po tym, jak w sezonie 2007/2008 klub zajął w Primera Division dopiero dwunaste miejsce, Valderve złożył dymisję.
Niedługo potem znalazł zatrudnienie w Olympiakosie Pireus. Drużynę, w której wówczas występowali m.in. Andonios Nikopolidis, Wasilis Torosidis i Michał Żewłakow, poprowadził do zwycięstwa w lidze oraz rozgrywkach o Puchar Grecji. Po zakończeniu sezonu nie zdołał porozumieć się ze swoimi pracodawcami w sprawie nowej umowy.
2 czerwca 2009 doszedł do porozumienia z władzami hiszpańskiego Villarrealu, skąd kilka dni wcześniej do Realu Madryt odszedł Manuel Pellegrini. W 2010 ponownie został trenerem Olympiakosu, a następnie Valencii. Po sezonie 2016/17 odszedł z Athleticu Bilbao do FC Barcelony. 13 stycznia 2020 został zwolniony z funkcji trenera Barcelony.

## Statystyki trenerskie
Aktualne na 6 kwietnia 2024.
| Zespół          | Od              | Do               | Statystyka | Statystyka | Statystyka | Statystyka | Statystyka |
| Zespół          | Od              | Do               | M          | W          | R          | P          | % W        |
| --------------- | --------------- | ---------------- | ---------- | ---------- | ---------- | ---------- | ---------- |
| Bilbao Athletic | 30 czerwca 2002 | 30 czerwca 2003  | 44         | 22         | 10         | 12         | 50,00      |
| Athletic Bilbao | 30 czerwca 2003 | 21 czerwca 2005  | 93         | 38         | 23         | 32         | 40,86      |
| Espanyol        | 26 maja 2006    | 28 maja 2008     | 99         | 37         | 30         | 32         | 37,37      |
| Olympiakos      | 28 maja 2008    | 8 maja 2009      | 47         | 31         | 7          | 9          | 65,96      |
| Villarreal CF   | 2 czerwca 2009  | 31 stycznia 2010 | 32         | 13         | 7          | 12         | 40,63      |
| Olympiakos      | 7 sierpnia 2010 | 31 maja 2012     | 80         | 60         | 7          | 13         | 75,00      |
| Valencia CF     | 3 grudnia 2012  | 2 czerwca 2013   | 30         | 16         | 7          | 7          | 53,33      |
| Athletic Bilbao | 20 czerwca 2013 | 23 maja 2017     | 213        | 102        | 45         | 66         | 47,89      |
| FC Barcelona    | 29 maja 2017    | 13 stycznia 2020 | 145        | 97         | 32         | 16         | 66,90      |
| Athletic Bilbao | 30 czerwca 2022 | Obecnie          | 83         | 42         | 19         | 22         | 50,60      |
| Łącznie         | Łącznie         | Łącznie          | 866        | 458        | 187        | 221        | 52,89      |

## Sukcesy

### Piłkarz
FC Barcelona:
- Puchar Króla: 1989/1990
- Puchar Zdobywców Pucharów: 1988/1989

### Trener
Olympiakos SFP:
- Mistrzostwo Grecji: 2008/2009, 2010/2011, 2011/2012
- Puchar Grecji (2x): 2008/2009, 2011/2012

Athletic Bilbao:
- Puchar Króla: 2023/2024
- Superpuchar Hiszpanii: 2015

FC Barcelona:
- Mistrzostwo Hiszpanii: 2017/2018, 2018/2019
- Puchar Króla: 2017/2018
- Superpuchar Hiszpanii: 2018